# ナタシュカ
ナタシュカ（Natashka、1963年5月6日 - 1981年）は、アメリカ合衆国の競走馬。主な勝ち鞍はアラバマステークス、モンマスオークス、サンタマリアハンデキャップ、ミスウッドフォードステークス、ラスフローレスハンデキャップ。
引退後は繁殖牝馬となり、ジョーマクグラスメモリアルステークス勝ち馬のグレゴリアンなどを出産した。牝系は大きく発展し、1981年にはアメリカ年度代表繁殖牝馬に選ばれている。

## 経歴
1963年、アメリカ・ケンタッキー州のグリーンツリースタッドで生産された。その後、ジョージ・F・ゲティ2世が母馬であるナターシャとのパッケージ取引で2万ドルで購入した。調教はビル・ピーターソンが担当した。
通算成績は出走16回で1着8回、2着3回。
引退後、繁殖入り。4頭の子馬を出産した後、ハリー・T・マングリアン・ジュニアに売却され、1977年にはウィリアム・ファリシュの手に渡った。

## 戦績
1966年
- 1着 - モンマスオークス、アラバマステークス、ラスフローレスハンデキャップ、ミスウッドフォードステークス
- 2着 - ポストデブステークス

1967年
- 1着 - サンタマリアハンデキャップ
- 2着 - ヴァニティハンデキャップ、ミラディハンデキャップ（英語版）

## 繁殖成績（産駒一覧）
生涯で9頭出産し、そのうち7頭が勝ち上がった。
- 1969年生 Arkadina（牝・父Ribot）2勝、アサシS優勝、愛オークス・愛1000ギニー2着
- 1970年生 Mild Deception（牝・父Buckpasser）3勝
- 1971年生 Blood Royal（牡・父Ribot）4勝、英ジョッキークラブC・クイーンズヴェース優勝
- 1973年生 Ivory Wand（牝・父Sir Ivor）5勝、テストS優勝、スピンスターS2着
- 1975年生 Graceful Gal（牝・父Key to the Mint）不出走
- 1976年生 Gregorian（牡・父：Graustark）4勝、ジョーマグラスメモーリアルS・ウエストベリーS・ブリガディアジェラルドS優勝
- 1977年生 Tash（牝・父：Never Bend）2勝
- 1978年生 Truly Bound（牝・父：In Reality）9勝、アッシュランドS・アーリントン＝ワシントンラッシーS・コティリオンS優勝、スピンスターS2着
- 1981年生 Assign（牡・父Alleged）不出走

## 主なファミリーライン
- Stray Shot 1872 --- 13-c
  - Shotover 1879 ←---ショットオーヴァー牝系へ戻る
    - Ornis 1890
      - Ondulee 1889
        - Frizette 1905 ←---フリゼット牝系へ戻る
          - Princess Palatine 1919
            - Valkyr 1925
              - Vagrancy 1939 ←---ヴェイグランシー牝系へ戻る
                - Natasha 1952 
                  - Natashka 1963 ---↓改行

---↓ナタシュカ牝系
牝系図の主要な部分（G1級競走優勝馬、日本のグレード制重賞優勝馬、その他個別記事のある馬）は以下の通り。*は日本に輸入された馬。
- Natashka 1963
  - Arkadina 1969
    - Forlene 1977
      - *サージュウェルズ 1991（ステイヤーズS）

    - Gold And Purple 1984
      - *コリンヌドゥブルイェール 1989
        - アオバコリン 1999
          - ウインマイティー 2017（マーメイドS）

    - Dark Lomond 1985（愛セントレジャー）
    - *ファーストアクト 1986
      - ヘヴンリーロマンス 2000（天皇賞（秋）、阪神牝馬S、札幌記念）
        - アウォーディー 2010（JBCクラシック、日本テレビ盃、シリウスS、アンタレスS、名古屋大賞典）
        - アムールブリエ 2011（エンプレス杯、名古屋グランプリ、ブリーダーズゴールドカップ）
        - ラニ 2013（UAEダービー）

  - Mild Deception 1970
    - Mild Intrigue 1985
      - Margarula 1999（愛オークス）

  - Ivory Wand 1973
    - Gold and Ivory 1981（オイロパ賞、バーデン大賞、伊ジョッキークラブ大賞）
    - Radiant 1982
      - Lady Elgar 1997
        - Grand Couturier 2003（ソードダンサーS、ジョーハーシュ・ターフクラシックS）

    - Land of Ivory 1983
      - Heart of Darkness 1988（愛ナショナルS）

    - Ivory Idol 1984
      - Anees 1997（BCジュヴェナイル）

    - Touch of Greatness 1986
      - Elusive Quality 1993（米2004年リーディングサイヤー）

  - Graceful Gal 1975
    - Rythmical 1985
      - Capote Belle 1993（テストS）
        - Belle's Finale 2014
          - Up to the Mark 2019（ターフクラシックS、マンハッタンS、キーンランドTMS）

      - *テンザンストーム 1994
        - エアラホーヤ 2003
          - ラプタス 2016（サマーチャンピオン、かきつばた記念2回、黒船賞）

  - Gregorian 1976（ジョーマクグラスメモリアルS）
  - Tash 1977
    - Queen of Women 1987
      - Antoniette 1995
        - Switch 2007（サンタモニカS、ラブレアS）

    - Sassy Bird 1992
      - Chercheuse 1998
        - Questing 2009（CCAオークス、アラバマS）

  - Truly Bound 1978
    - *バウンドトゥダンス 1986
      - シルクプリマドンナ 1997（優駿牝馬）
      - モエレアドミラル 2002（北海道2歳優駿）
      - アイルビーバウンド 2005
        - パフォーマプロミス 2012（日経新春杯、アルゼンチン共和国杯、鳴尾記念）

    - Secret Truth 1989
      - Secret Cause 2003
        - Escado 2009（サウスオーストラリアンダービー）

    - *オールモストフォーエヴァー 1996
      - クリスマドンナ 2007
        - スマイルミーシャ 2020（兵庫ダービーなど地方重賞4勝）

牝系図の出典：Galopp-Sieger

## 血統表
| ナタシュカ (Natashka)の血統 | ナタシュカ (Natashka)の血統        | ナタシュカ (Natashka)の血統        | （血統表の出典）                   | （血統表の出典） |
| 父系                        | プリンスキロ系                     | プリンスキロ系                     | プリンスキロ系                     | [ § 2 ]          |
| 父 Dedicate 1952 鹿毛       | 父の父Princequillo 1940 鹿毛       | Prince Rose                        | Rose Prince                        | Rose Prince      |
| 父 Dedicate 1952 鹿毛       | 父の父Princequillo 1940 鹿毛       | Prince Rose                        | Indolence                          |                  |
| 父 Dedicate 1952 鹿毛       | 父の父Princequillo 1940 鹿毛       | Cosquilla                          | Papyrus                            | Papyrus          |
| 父 Dedicate 1952 鹿毛       | 父の父Princequillo 1940 鹿毛       | Cosquilla                          | Quick Thought                      |                  |
| 父 Dedicate 1952 鹿毛       | 父の母Dini 1936 栗毛               | John P. Grier                      | Whisk Broom                        | Whisk Broom      |
| 父 Dedicate 1952 鹿毛       | 父の母Dini 1936 栗毛               | John P. Grier                      | Wonder                             |                  |
| 父 Dedicate 1952 鹿毛       | 父の母Dini 1936 栗毛               | Quivira                            | Display                            | Display          |
| 父 Dedicate 1952 鹿毛       | 父の母Dini 1936 栗毛               | Quivira                            | Careful                            |                  |
| 母 Natasha 1952 鹿毛        | 母の父Nasrullah 1940 鹿毛          | Nearco                             | Pharos                             | Pharos           |
| 母 Natasha 1952 鹿毛        | 母の父Nasrullah 1940 鹿毛          | Nearco                             | Nogara                             |                  |
| 母 Natasha 1952 鹿毛        | 母の父Nasrullah 1940 鹿毛          | Mumtaz Begum                       | Blenheim                           | Blenheim         |
| 母 Natasha 1952 鹿毛        | 母の父Nasrullah 1940 鹿毛          | Mumtaz Begum                       | Mumtaz Mahal                       |                  |
| 母 Natasha 1952 鹿毛        | 母の母Vagrancy 1939 黒鹿毛         | Sir Gallahad                       | Teddy                              | Teddy            |
| 母 Natasha 1952 鹿毛        | 母の母Vagrancy 1939 黒鹿毛         | Sir Gallahad                       | Plucky Liege                       |                  |
| 母 Natasha 1952 鹿毛        | 母の母Vagrancy 1939 黒鹿毛         | Valkyr                             | Man o'War                          | Man o'War        |
| 母 Natasha 1952 鹿毛        | 母の母Vagrancy 1939 黒鹿毛         | Valkyr                             | Princess Palatine                  |                  |
| 母系(F-No.)                 | (FN:13-c)                          | (FN:13-c)                          | (FN:13-c)                          | [ § 3 ]          |
| 5代内の近親交配             | Prince Palatine 5×5、Fair Play 5×5 | Prince Palatine 5×5、Fair Play 5×5 | Prince Palatine 5×5、Fair Play 5×5 | [ § 4 ]          |
| 出典                        | 1. 2. 3. 4.                        | 1. 2. 3. 4.                        | 1. 2. 3. 4.                        | 1. 2. 3. 4.      |

- 祖母Vagrancyは1942年のCCAオークス勝ち馬。